# Prefettura di Akébou
La prefettura di Akébou è una prefettura del Togo situata nella regione degli Altopiani.
Il suo capoluogo è la città di Kougnohou.
I cantoni di Akébou includono Kougnohou (Akébou), Djon, Gbendé, Sérégbéné, Yalla, Kamina-Akébou, Vèh e Kpalavé.
La prefettura è stata istituita il 26 novembre 2009 con delibera dell'assemblea nazionale.

## Demografia
Nel 2022 la sua popolazione è stimata in 73.830 abitanti.